# Microurania
Microurania es un género extinto de terápsidos biamorsúquidos que existió durante el periodo Pérmico. Microurania se conoce a partir de un fragmento de cráneo hallado en la región de Orenburg, Rusia. Era un animal de pequeño tamaño, con un cráneo de aproximadamente 5 cm de longitud, con un diente postcanino similar al de Phtinosuchus. Probablemente era omnívoro en transición a herbívoro.